# Pholeuon angustiventre
Pholeuon angustiventre es una especie de escarabajo del género Pholeuon, familia Leiodidae. Fue descrita por Racoviţă en 1999.

## Distribución
Se encuentra en Rumania.